# Ensalada ilustrada
La ensalada ilustrada es una ensalada mixta de verduras muy típica de la cocina aragonesa. Dicha ensalada se compone de diversos ingredientes que son: lechuga, tomate, cebolla, bonito en aceite (o en escabeche), olivas negras, espárragos, zanahoria en juliana y alguna cantidad de huevo cocido, generalmente aliñada con una salsa vinagreta.

## Características
Uno de los ingredientes característicos de la ensalada ilustrada es las hojas de lechuga. Suele llevar diversos componentes (la denominación ilustrar es a veces empleada) como pueden ser: aceitunas, alcaparras, anchoas, berenjenas, bonito, cebolla, champiñones, escarola, huevos duros, lechuga. En algunas ocasiones elementos cárnicos como longaniza, fuet, carne frita, jamón. 